# Georges Martin (Physiker)
Georges Martin (* 28. Mai 1940 in Oullins) ist ein französischer Physiker und Maschinenbauer, der sich besondere Verdienste bei der Erforschung des Werkstoffverhaltens bestimmter Legierungen erworben hat.
Georges Martin war von 2002 bis 2010 wissenschaftlicher Berater des Hochkommissars des französischen Atomenergiekommissariats CEA. Zuvor hatte er von 1964 bis 1984 als wissenschaftlicher Mitarbeiter im Bereich Physikalische Metallurgie am Institut der CEA in Saclay gearbeitet, leitete von 1984 bis 1988 das Zentrum für metallurgische Chemiestudien in Vitry-sur-Seine und war von 1989 bis 2002 war Direktor des Labors für Physikalische Metallurgie (SRMP) bei der CEA in Saclay.
Sein Konzept der „Driven Alloys“ führte zur Entwicklung hochbelastbarer Stähle, die zunächst für Energietechnik, nämlich zur Erhöhung der Sicherheit in Kernkraftwerken und später u. a. auch im Hochgeschwindigkeitszug TGV eingesetzt wurden. 1984 wurde er mit dem Gay-Lussac-Humboldt-Preis ausgezeichnet. Für seine Arbeiten erhielt er 2005 den mit 100.000 Euro damals höchstdotierten und erstmals vergebenen Werkstoff-Preis der Welt, den Rhine-Ruhr International Materials Award. 1998 erhielt er den Ordre national du Mérite und wurde er ordentliches Mitglied der Academia Europaea. 2022 wurde Martin in die American Academy of Arts and Sciences gewählt.